# Cabdill bru
El cabdill bru (Cnipodectes subbrunneus) és un ocell de la família dels tirànids (Tyrannidae).

## Hàbitat i distribució
Viu entre la malesa del bosc de les terres baixes, des de l'est de Panamà i nord, oest i sud-est de Colòmbia, cap al sud, per l'oest dels Andes, fins l'oest de l'Equador i, a través de l'est de l'Equador fins l'est del Perú, nord de Bolívia i oest amazònic del Brasil.